# کوپینووو
کوپینووو (به صربی: Kupinovo) یک منطقهٔ مسکونی در صربستان است که در پچینتسی واقع شده‌است. کوپینووو ۸۴٫۱ کیلومتر مربع مساحت و ۱٬۸۶۶ نفر جمعیت دارد و ۶۳ متر بالاتر از سطح دریا واقع شده‌است.